# Andrea Elsnerová

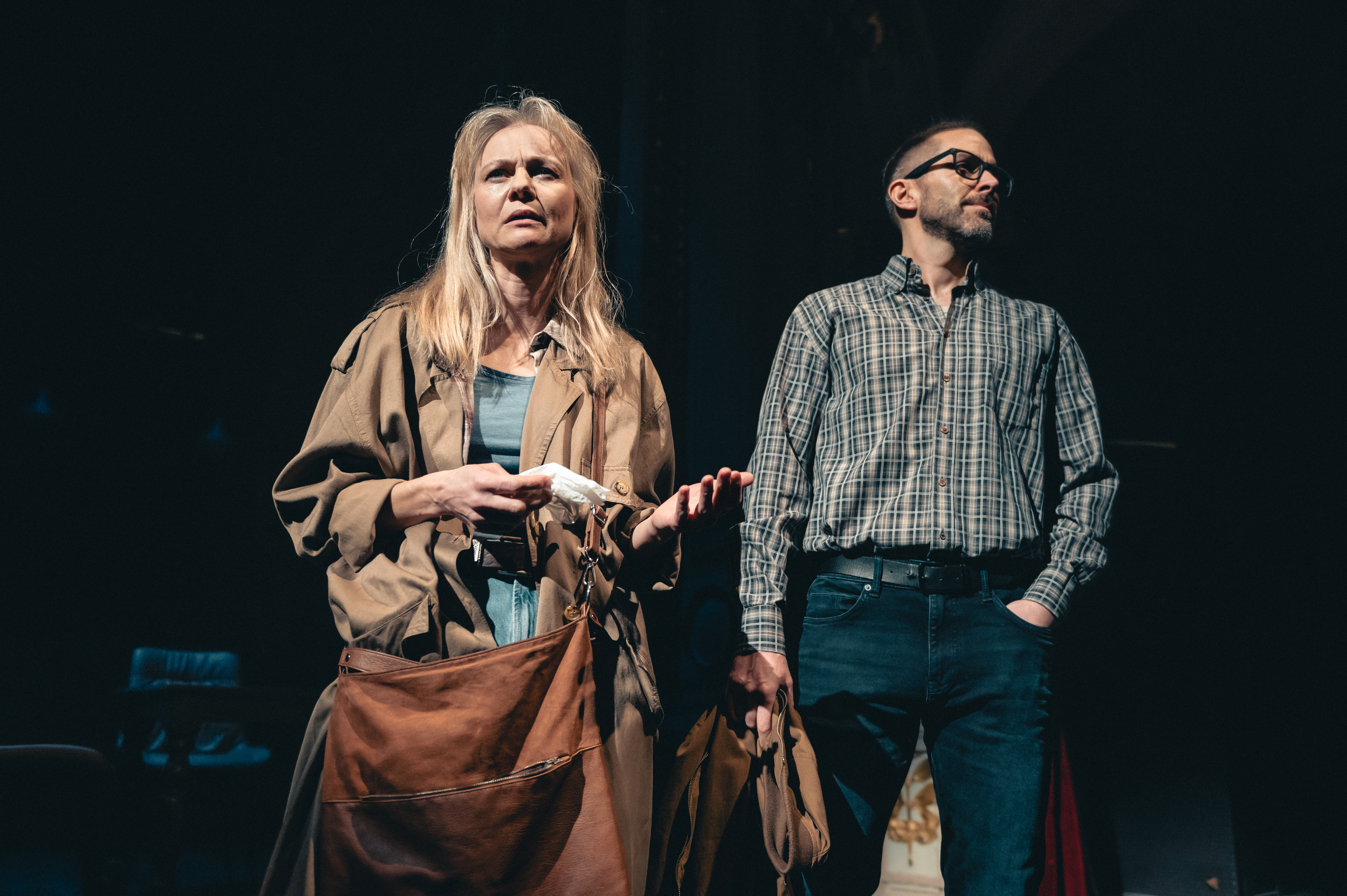
Andrea Elsnerová und Daniel Bambas (2024)

Andrea Elsnerová (* 5. Februar 1977 in Zábřeh) ist eine tschechische Schauspielerin.

## Leben
Elsnerová war seit 1994 in  15 Film- und Fernsehproduktionen zu sehen. Sie spielte 1997 in dem tschechischen Märchenfilm Rumpelstilzchen & Co. (Rumplcimprcampr) das Ziegenmädchen Maria. Von 1997 bis 2007 wirkte sie in der Fernsehserie Četnické humoresky als Anděla Uhlířová mit. In dem Zeitraum von 2010 bis 2011 spielte sie in vier Folgen in der Serie Cukrárna mit.

## Filmografie (Auswahl)
- 1994: Prima sezona (1994) (TV-Serie)
- 1994: Rád
- 1995: Fany
- 1996: Cesta do peal a zpatky (TV)
- 1997–2007: Četnické humoresky (TV-Serie; 15 Folgen)
- 1997: Rumpelstilzchen & Co. (Rumplcimprcampr)
- 1998: Legenda Emöke (TV)
- 1999: Co chytneš v žite
- 2001: Elixír a Halíbela (TV)
- 2003: Iguo Igua (TV)
- 2003: Lakomec (TV)
- 2005: Boháč a chudák (TV)
- 2007: Bestiar (2007)
- 2007: Hraběnky: Dům u moře (TV-Folge)
- 2008: Devatenáct klavírů (TV)
- 2010–2011: Cukrárna (TV-Serie; 4 Folgen)